# Captain America: Brave New World
Pour les articles homonymes, voir Brave New World.
Série l'univers cinématographique Marvel
Deadpool et Wolverine
(2024) Thunderbolts*
(2025)
Série Captain America
Captain America: Civil War
(2016)
Pour plus de détails, voir Fiche technique et Distribution.
Captain America: Brave New World, ou Capitaine America : Le meilleur des mondes au Québec, est un film américain réalisé par Julius Onah et sorti en 2025.
Il s'agit du 35e film de l'univers cinématographique Marvel et le 5e de la phase cinq. Anthony Mackie reprend son rôle de Sam Wilson / Captain America, aux côtés d'Harrison Ford, dans le rôle de Thaddeus « Thunderbolt » Ross  remplaçant ainsi William Hurt après son décès, et de Danny Ramirez dans le rôle de Joaquin Torres / Falcon. Il fait suite aux films Captain America: Civil War (2016) et L'Incroyable Hulk (2008) et s'inscrit dans la continuité de la série Falcon et le Soldat de l'hiver (2021).
Héritier du titre de Captain America, Sam Wilson se retrouve au centre d'un incident international visant le nouveau président des États-Unis, Thunderbolt Ross, et doit travailler pour arrêter les véritables cerveaux qui se cachent derrière celui-ci, avant qu'ils mettent le monde entier à feu et à sang.

## Synopsis
En 2026, après les derniers sondages de l'élection présidentielle américaine, Thaddeus Ross devient le nouveau président des États-Unis. Pour son discours de victoire au New Hampshire, Ross choisit de développer le thème de l'unité, en opposition avec l'attitude qu'il a eu par le passé, et plus particulièrement dans ses rapports avec des super-héros comme Sam Wilson, devenu Captain America. Les médias se demandent comment ces deux grandes figures nationales pourront oublier leurs antécédents parfois tumultueux pour faire face aux défis qui attendent les États-Unis. On apprend par les médias qu'au lendemain des évènements d'Harlem, beaucoup avait jugé Ross responsable de la catastrophe en raison de son acharnement contre Bruce Banner alias Hulk, mais celui-ci est soudain parvenu à renverser l'opinion publique en appréhendant lui-même Samuel Sterns, le scientifique qui avait engendré l'Abomination. Pendant ce temps, dans un laboratoire, une personne inconnue se prépare à manœuvrer dans l'ombre.
Cinq mois plus tard, en 2027, Sam est en mission dans l'Oaxaca, au Mexique. Aidé de son coéquipier Joaquin Torres, il doit intercepter un précieux colis dérobé par les Serpents, des mercenaires dirigés par Seth Voelker alias « Sidewinder ». Un homme appelé le « Commanditaire » a chargé les Serpents de lui remettre le colis dans une cathédrale, mais il n'est pas présent. Après avoir vaincu les Serpents et récupéré le colis, Sam et Joaquin sont invités par le président Ross à la Maison-Blanche pour le sommet mondial de l'Île Céleste (nom que les humains ont donné aux parties de Tiamut qui ont émergé au milieu de l'océan Indien), où doit être ratifié un traité entre les États-Unis, le Japon, la France et l'Inde pour le partage de l'Île. Sam et Joaquin se rendent à Baltimore, dans le Maryland pour proposer à l'ancien super-soldat Isaiah Bradley, de venir avec eux à Washington, D.C..
À la Maison-Blanche, Ross informe Sam que suite à son intervention au Mexique, il a dû revoir sa position sur la liberté à accorder aux super-héros et demande à Sam de l'aider à reformer les Avengers en tant que Captain America. Sam se montrant réticent, Ross lui laisse du temps pour y réfléchir. Dans une salle où sont réunis les trois dirigeants, Ross explique que le jour où l'Île Céleste est apparue, les différentes nations se disputèrent pour en revendiquer la propriété. Elles ont alors implanté des laboratoires afin d'en analyser et exploiter les ressources. Une nouvelle matière a alors été découverte : l'adamantium, une découverte révolutionnaire, les usages potentiels de cette ressource dans les domaines de la technologie, de la médecine et des systèmes de défense étants incommensurables. Plus résistante que le vibranium, elle n'est pas aux mains d'une nation isolationniste, comme le Wakanda. Le premier et unique échantillon d'adamantium raffiné avait été dérobé dans une exploitation minière japonaise, mais récupéré au Mexique et se trouve désormais en lieu sûr. Ross félicite Sam et Joaquin. Il assure que si les nations ratifient le traité, elles pourront produire suffisamment d'adamantium pour en faire profiter le monde entier de manière juste et équitable. 
C'est alors qu'une chanson (The Fleetwoods - Mr. Blue) se fait entendre dans la salle. Soudainement, Isaiah devient hors de contrôle et s'attaque à Ross, suivi de quatre autres hommes qui s'en prennent à ce dernier et aux autres dirigeants. Après s'être échappé de la Maison-Blanche, Isaiah, qui demande à Sam ce qui se passe, ce dernier le convainc de se rendre et est arrêté. Sam, persuadé qu'Isaiah a été manipulé, demande plus tard à Ross, indemne, de le laisser enquêter sur les raisons de l'attentat. Ross refuse et donne les pleins pouvoirs à Ruth Bat-Seraph, sa conseillère sécurité, pour mener l'enquête.
Sam et Joaquin décident alors d'enquêter clandestinement. Sam interroge Isaiah, emprisonné à la base interarmées d'Anacostia-Bolling. Isaiah lui révèle qu'il se souvient juste d'être arrivé à la Maison-Blanche, que son smartphone avait dysfonctionné et qu'il s'était ensuite assis dans la salle de réunion, mais n'a aucun souvenir de tout ce qui s'est suivi après avoir attaqué Ross. Plus tard, alors qu'il est sur la route, Sam demande à Joaquin de hacker le système de surveillance de la Maison-Blanche. Il se révèle que le téléphone d'Isaiah émettait des signaux lumineux, de même pour les quatre autres tireurs. Au même moment, Ruth découvre la même chose. Sam pense que cet attentat a un lien avec le Mexique et que le but du Commanditaire était de faire en sorte que le trio vienne à la Maison-Blanche. Pour finir, Sam demande à Joaquin de trouver des informations sur Ruth. C'est alors que Sam est pris en embuscade par Sidewinder, chargé par le Commanditaire de l'assassiner. Il neutralise Sidewinder et reçoit un appel de l'homme en question. 
Dans le centre opérationnel d'urgence présidentiel, au cours d'une visioconférence, les présidents français et indien font part à Ross de leur inquiétude de poursuivre les négociations en raison de l'absence d'Ozaki, le premier ministre japonais. Mais Ross les persuade de patienter le temps qu'il convainque Ozaki de revenir. Plus tard, Joaquin informe Sam que Ruth est née en Israël et a été formée par la Chambre Rouge, faisant d'elle une ancienne Veuve. Il a également réussi à trouver l'origine du dernier appel de Sidewinder, une base militaire secrète en Virginie-Occidentale nommée Camp Echo Un.
À Anacostia-Bolling, Ruth veut voir un par un les quatre tireurs et Isaiah. Elle est dans le couloir et croise un sergent qui se met soudain à tirer sur les quatre tireurs et finit par se suicider. En s'approchant du corps du sergent, elle entend dans son talkie-walkie la chanson Mr. Blue. Après avoir pénétré à Camp Echo Un, Sam et Joaquin découvrent au sous-sol un laboratoire appartenant à Samuel Sterns. Pendant ce temps, à Tokyo, Ross discute avec le premier ministre Ozaki. Ce dernier l'accuse d'avoir volé leur adamantium, ce que Ross dément. Ozaki coupe court à la conversation et refuse de poursuivre les négociations, pensant que Ross joue double jeu. 
À Camp Echo Un, Joaquin découvre que Sterns a des données optogénétiques sur de nombreuses personnes, dont celles d'Isaiah. Sterns a apparemment développé un système capable de commander le subconscient grâce à des signaux lumineux déclenchés par la chanson Mr. Blue. C'est alors que Sterns apparaît. Il avoue être le Commanditaire et explique qu'il devait engager les Serpents pour pouvoir provoquer une chaîne de certitude statistique. Après que Sterns a été exposé à des rayons gamma durant les évènements d'Harlem, sa structure cérébrale a été altérée. Son esprit est devenu capable de voir chaque probabilité possible. Ross l'a fait emprisonner dans cette base de manière arbitraire. Durant seize ans, il a utilisé les capacités de Sterns pour résoudre ses problèmes et lui permettre d'être président. Il révèle à Sam que Ross sait que c'est lui le responsable de l'attaque à la Maison-Blanche et qu'il n'a toujours pas libéré Isaiah. Sam tente de le capturer, mais Sterns fait venir des hommes qui sont sous contrôle et en profite pour s'échapper. Le duo est alors aidé par l'intervention de Ruth, qui était venue pour arrêter Sterns. À l'extérieur de Camp Echo Un, Sam et Joaquin sont arrêtés par des hommes du FBI pour avoir pénétré dans la base. Soudainement, un des talkies-walkies des hommes du FBI émet la chanson Mr. Blue et ces derniers s'en prennent à Sam, Joaquin et Ruth. Cependant, le trio parvient à s'enfuir.
Pendant ce temps, à la Maison-Blanche, Ross apprend qu'Ozaki a ordonné à sa flotte de se diriger vers l'Île Céleste pour s'emparer de l'adamantium. Même la France et l'Inde discutent d'un découpage de l'Île. Ross ordonne le déploiement de la flotte américaine. Le trio débarque à Norfolk, en Virginie. Sur place, Sam confie à Dennis Dunphy des comprimés conçus pour Ross récupérés dans le laboratoire de Sterns, afin de les analyser. Sam interroge Sidewinder, appréhendé. En échange d'une négociation sur son emprisonnement, Sidewinder lui explique que les hommes de son ancienne unité ont retrouvé Sterns dans les décombres d'Harlem. Il avait été contaminé par le sang de Banner, sauf que ce n'était pas sa force physique qui avait été affectée, mais son esprit. Il a développé une capacité de calcul hallucinante. Ross y a vu une opportunité : au lieu de faire décontaminer le sang de Sterns, Ross a augmenté la dose de rayons gamma et  utiliser Sterns pour faire de lui sa tête pensante et l'a chargé de créer de nouvelles armes technologiques. Cependant, il avait promis à Sterns qu'une fois qu'il serait président, il le libérerait, promesse qu'il n'a pas tenue. Au lieu d'assassiner Ross, Sterns l'a piégé en faisant parvenir à Ozaki de fausses informations, laissant entendre que le gouvernement américain avait payé les Serpents pour voler l'adamantium japonais. Cette manœuvre visait moins à déclencher un conflit mondial qu'à détruire l'héritage de Ross en ruinant sa réputation.
Sam et Joaquin se rendent au large de l'Île Céleste, où Ross est déjà présent à bord de l'USS Milius pour faire face à la flotte japonaise. Sam lui révèle tout ce qu'il a découvert sur Sterns et lui montre que ce dernier a son dossier médical, et l'oblige à lui dévoiler pourquoi il a réalisé de nombreux électrocardiogrammes à Camp Echo Un. Ross finit par lui avouer que son cœur était sur le point de s'arrêter et que Sterns est le seul à avoir trouvé comment y remédier en lui administrant des comprimés qu'il doit consommer trois fois par jour. Aussi, il devait s'assurer que Sterns ne disparaisse pas. Lorsque Hulk et l'Abomination ont détruit Harlem, Sterns a servi de dommage collatéral. À l'extérieur, deux pilotes américains tombent sous le contrôle de Sterns et s'attaquent à la flotte japonaise. Sam les neutralise, ce qui évite de justesse aux États-Unis et au Japon d'entrer en guerre. Cependant, Joaquin est gravement blessé et doit être hospitalisé. 
Pendant que Sam observe l'opération de Joaquin, Bucky Barnes, qui depuis s'est lancé dans une campagne pour devenir un membre du Congrès, lui rend visite. Ce dernier persuade Sam qu'il n'a pas besoin du sérum des super-soldats pour protéger les personnes qui comptent pour lui. Il repart aussitôt, car il doit se rendre à un gala pour sa campagne. Sam apprend par les médias qu'Isaiah passera en jugement le lendemain. Dunphy découvre que les comprimés de Ross contiennent des rayons gamma mais il est éliminé par Sterns avant qu'il puisse alerter Sam. Sterns retrouve ce dernier pour se rendre, mais lui révèle que malgré l'échec de son plan sur l'Île Céleste, le monde verra le monstre que Ross est en réalité. Il est rapidement arrêté par des hommes de l'US Navy. Mais avant cela, Sam lui dit qu'il se trompe peut-être sur Ross. Sterns est prêt à parier le contraire. Sam se rend alors en vitesse à la Maison-Blanche.
Ross donne une conférence de presse avant que des enregistrements de ses conversations privées avec Sterns ne soit diffusées en direct. En panique, il se transforme devant un public horrifié en un Hulk rouge enragé et commence à détruire la Maison-Blanche. Sam débarque et un combat contre Ross s'ensuit. Sam parvient à le blesser avec une des ailes de son costume en vibranium. Affaibli, Ross redevient humain après que Sam a réussi à le raisonner en lui rappelant le manque de sa fille, Betty.
Ross est hospitalisé et Isaiah est libéré de prison par Ruth. Les médias annoncent que les discussions se poursuivent sur l'adamantium et que la reconstruction de la Maison-Blanche a commencé. Sam se rend au Raft, où Ross a été enfermé après avoir assumé la responsabilité de ses actes et renoncé à ses fonctions. Sam lui apprend que le Japon et les États-Unis ont l'intention de ratifier le traité. Ross reçoit ensuite une visite inattendue de Betty. Plus tard, Sam retrouve Joaquin, toujours hospitalisé. Joaquin lui avoue avec émotion que plus jeune, il voulait être le prochain Falcon. Sam lui répond alors de garder son costume à portée de main car Ross n'avait pas tort et qu'il compte reformer une nouvelle équipe d'Avengers.
Scène post-générique
Sam rend visite à Sterns dans sa cellule du Raft. D’un ton sarcastique, il lui rappelle qu'il l'avait prévenu qu’il perdrait son pari. Sterns, moqueur, rétorque en livrant une révélation inquiétante : selon ses probabilités, un grand danger approche et le monde que défendent les super-héros n'est pas unique. Bientôt, prévient-il, ils devront le protéger face aux « autres mondes ».

## Fiche technique
Sauf indication contraire, les informations mentionnées dans cette section peuvent être confirmées par les bases de données cinématographiques IMDb et Allociné,  présentes dans la section « Liens externes ».
- Titre original : Captain America: Brave New World
- Titre québécois : Capitaine America : Le Meilleur des Mondes
- Réalisation : Julius Onah
- Scénario : Julius Onah, Malcolm Spellman, Dalan Musson, Rob Edwards et Peter Glanz, d'après une histoire de Malcolm Spellman, Dalan Musson et Rob Edwards, d'après les personnages édités par Marvel Comics
- Musique : Laura Karpman
- Direction artistique : Alan Hook et Kristin Lekki
- Décors : Ramsey Avery
- Costumes : Gersha Phillips
- Photographie : Kramer Morgenthau
- Montage : Matthew Schmidt et Madeleine Gavin
- Production : Kevin Feige et Nate Moore
  - Production exécutive : Anthony Mackie et Charles Newirth
  - Coproduction : Mitchell Bell et Kyana F. Davidson
- Société de production[1] : Marvel Studios
- Société de distribution : Walt Disney Studios Motion Pictures
- Budget : 180 millions de $[2]
- Pays de production :  États-Unis
- Langue originale : anglais
- Format[3] : couleur - D-Cinema - 2,39:1 (Cinémascope) (Panavision) - son DTS | IMAX 6-Track | Dolby Digital | Dolby Atmos
- Genres : action, aventures, thriller, science-fiction, super-héros
- Durée : 118 minutes
- Dates de sortie[4]
  - France, Belgique, Suisse romande : 12 février 2025[5],[6]
  - États-Unis, Canada : 14 février 2025[7]

## Distribution
Sauf indication contraire, les informations mentionnées dans cette section peuvent être confirmées par la base de données cinématographiques IMDb,  présente dans la section « Liens externes ».
- Anthony Mackie (VF et VQ : Jean-Baptiste Anoumon) : Sam Wilson / Captain America
- Danny Ramirez (VF : Jim Redler ; VQ : Nicolas Bacon) : Joaquin Torres / Falcon
- Harrison Ford (VF et VQ : Richard Darbois) : le président Thaddeus « Thunderbolt » Ross / Red Hulk
- Shira Haas (VF : Marie Nonnenmacher ; VQ : Kim Jalabert) : Ruth Bat-Seraph
- Giancarlo Esposito (VF : Serge Faliu ; VQ : Frédéric Desager) : Seth Voelker / Sidewinder (en), le dirigeant des Serpents
- Tim Blake Nelson (VF : Eric Aubrahn ; VQ : Jean-François Beaupré) : Samuel Sterns / le Commanditaire
- Carl Lumbly (VF : Greg Germain ; VQ : Fayolle Jean) : Isaiah Bradley
- Xosha Roquemore (VF : Déborah Claude ; VQ : Naïla Louidort) : Leila Taylor
- Jóhannes Haukur Jóhannesson (VF : Frédéric Souterelle) : Davis Lawfers / Copperhead
- Liv Tyler (VF : Marie-Laure Dougnac ; VQ : Isabelle Leyrolles) : Elizabeth « Betty » Ross
- Takehiro Hira (VF : Stéphane Fourreau ; VQ : Nicolas Charbonneaux-Collombet) : le premier ministre japonais Ozaki
- William Mark McCullough : Dennis Dunphy
- Sebastian Stan (VF : Axel Kiener ; VQ : Nicholas Savard L'Herbier) : James « Bucky » Barnes / le Soldat de l'Hiver (caméo)

Scènes coupées
- Seth Rollins : Frank Payne / Constrictor
- Rosa Salazar : Rachel Leighton / Diamondback
- Mark Ruffalo : Bruce Banner / Hulk
- Logan Kim : Amadeus Cho
- Elijah Richardson (es) : Eli Bradley

- Version française
  - Studio de doublage : Dubbing Brothers
  - Direction artistique : Gilles Morvan
  - Adaptation : Philippe Sarrazin

## Production

### Genèse et développement
En avril 2021, il est révélé qu'un quatrième film Captain America est en développement, avec un scénario coécrit par Malcolm Spellman et Dalan Musson. Ils avaient précédemment été respectivement scénariste en chef et scénariste sur la série Falcon et le Soldat de l'hiver (Disney+, 2021). En juillet 2022, Julius Onah est annoncé comme réalisateur de Captain America: New World Order. En mai 2023, le nouveau titre du film est révélé : Captain America: Brave New World.

### Attribution des rôles
Anthony Mackie est confirmé en août 2022 pour reprendre son rôle de Sam Wilson / Captain America. Le 10 septembre 2022, lors de la D23 Expo, il est annoncé que Tim Blake Nelson reprendra son rôle du Samuel Sterns / Le Leader (apparu pour la dernière fois dans L'Incroyable Hulk). Carl Lumbly reprendra son rôle d’Isaiah Bradley qu’il avait joué dans Falcon et le Soldat de l'hiver tout comme Danny Ramirez le rôle de Joaquin Torres. Shira Haas intègre le MCU et jouera le rôle d’une héroïne israélienne du nom de Sabra. Le 17 octobre 2022, Harrison Ford est confirmé pour reprendre le rôle du secrétaire d'État Thaddeus Thunderbolt Ross, anciennement interprété par William Hurt, acteur décédé en mars 2022.
En mars 2023, il est annoncé que Liv Tyler reprendra son rôle de Betty Ross qu'elle tenait dans L'Incroyable Hulk (2008), second film de l'univers cinématographique Marvel.
En mars 2024, dans une interview pour Radio Times, Anthony Mackie confirme que Sebastian Stan ne reprendra pas son rôle de Bucky Barnes dans le film. Finalement il a tout de même fait une brève apparition, avant de le retrouver dans Thunderbolts*.
Fin mai 2024, Giancarlo Esposito est annoncé pour tourner des scènes additionnelles (reshoots) prévues pour l'été 2024. Le nom de son personnage n'est pas alors révélé,; après des rumeurs le désignant comme Bushmaster ou G. W. Bridge, son rôle de Sidewinder n'est confirmé qu'en juillet, lors du SDCC 2024.
En janvier 2025, Colby Lopez, connu comme catcheur sous le pseudonyme de Seth Rollins, revient sur les photos volées sur le plateau de tournage où il apparaissait, et annonce que son personnage a été coupé au montage suite à des réécritures pour faire de Sidewinder l'antagoniste principal.

### Tournage
Le tournage débute en mars 2023 à Atlanta, sous le faux-titre Rochelle Rochelle,. Les premières photographies du tournage sont dévoilées peu après. Les prises de vues se déroulent notamment dans les Trilith Studios à Fayetteville. Le tournage principal s'achève le 30 juin 2023.
Après des projections test en interne, des tournages additionnels sont annoncés fin 2023 et prévus pour l'été 2024. Le scénariste Matthew Orton, qui a déjà travaillé sur la série Moon Knight, est engagé pour des réécritures et l'ajout de nouvelles scènes. D'une durée de 22 jours, les reshoots débutent fin mai 2024 et ont lieu à Atlanta.

## Sortie et accueil

### Promotion et date de sortie
Le film devait initialement sortir aux États-Unis le 26 juillet 2024, puis en mai 2024. En novembre 2023, suite aux retards pris par d'autres films en raison des grèves de 2023 (SAG-AFTRA et Writers Guild of America), le film est repoussé à février 2025.

### Box-office
| Pays ou région | Box-office        | Date d'arrêt du box-office | Nombre de semaines |
| -------------- | ----------------- | -------------------------- | ------------------ |
| États-Unis     | 200 232 856 $     | en cours                   | 10                 |
| France         | 1 566 147 entrées | en cours                   | 10                 |
| Allemagne      | 569 423 entrées   | en cours                   | 3                  |
| Espagne        | 673 557 entrées   | en cours                   | 3                  |
| Brésil         | 2 230 222 entrées | en cours                   | 3                  |
| Russie         | 402 356 entrées   | en cours                   | 3                  |
| Chine          | 2 242 403 entrées | en cours                   | 3                  |
| Italie         | 757 370 entrées   | en cours                   | 3                  |
| Corée du Sud   | 1 632 942 entrées | en cours                   | 3                  |
| Total mondial  | 414 834 432 $     | en cours                   | 10                 |